# Henicenska Hirka, Henicesk
Henicenska Hirka (în ucraineană Геніченська Гірка) este un sat în comuna Șceaslîvțeve din raionul Henicesk, regiunea Herson, Ucraina.

## Demografie
Componența lingvistică a localității Henicenska Hirka
     Rusă (73,74%)
     Ucraineană (24,24%)
     Alte limbi (0,4%)
Conform recensământului din 2001, majoritatea populației localității Henicenska Hirka era vorbitoare de rusă (73,74%), existând în minoritate și vorbitori de ucraineană (24,24%).